# Ahasver (Julius Mosen)
Ahasver ist der Titel eines Epischen Gedichts des sächsischen Dichters und Schriftstellers Julius Mosen aus dem Jahre 1838. Zentrale Figur des Gedichts ist die mythische Gestalt des Ewigen Juden Ahasver, wie er in der Kurzen Beschreibung und Erzählung von einem Juden das erste Mal auftritt.

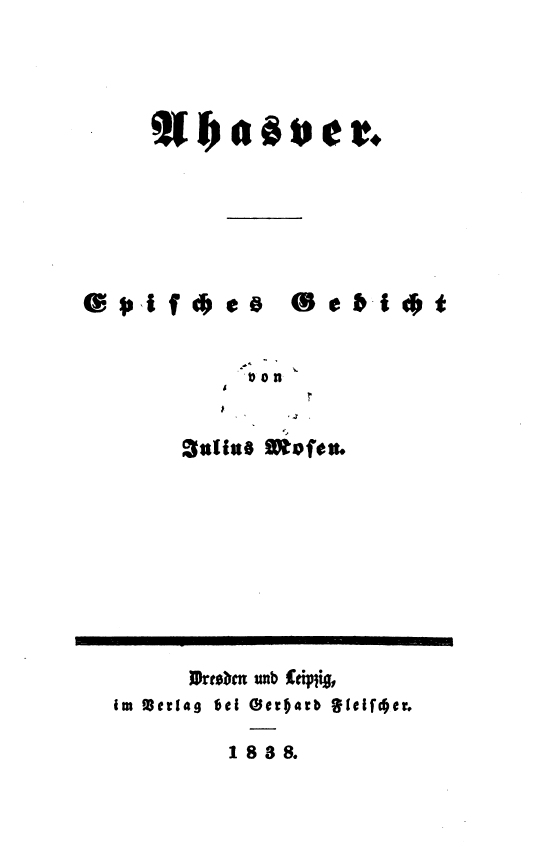
Titelblatt der Originalausgabe des Epischen Gedichts von 1838

## Aufbau
Das in Terzetten verfasste Gedicht umfasst im Original 182 Seiten, wobei die Terzette in Reimpaaren mit Waisenzeile organisiert sind. Das Gedicht gliedert sich in insgesamt vier Abschnitte, die mit den Überschriften Der Bannspruch, Erste Frist, Zweite Frist und Dritte Frist überschrieben sind.

## Inhalt

### Der Bannspruch
Der Schuster Ahasverus lebt mit seiner Familie gemeinsam zur Zeit Jesu in Jerusalem. Seine Frau ist bereits kurz nach der Geburt von Zwillingen – die er Ruben und Lea genannt hat – verstorben. Der jüdische Schuster kümmert sich liebevoll um seine Kinder und sieht sie zu einem starken jungen Mann und einer schönen jungen Frau heranwachsen. Beide sind von solcher Schönheit, dass auch ein römischer Feldherr auf sie aufmerksam wird, der sich zur Zeit am Hofe von Pontius Pilatus befindet. Als Ahasver davon erfährt, dass der Feldherr sich mit dem Gedanken trägt, seine beiden Kinder mit nach Rom zu nehmen, verfällt er in ein Gefühl tiefer Angst. Wissend, dass er seine Kinder bald an die Römer verlieren wird, nimmt er sie eines Abends ein letztes Mal in den Arm.
„So weißt du, wie geweint und wie gerungen / Hat Ahasver, als er zu solcher Zeit / In solchem Schmerz die Kinder hielt umschlungen.“
Der Schuster sieht nur noch eine Chance, seine Kinder vor der Verschleppung zu bewahren – die Errettung der Kinder durch die Hilfe des Heilands. Jesus von Nazareth ist vor kurzem in Jerusalem eingetroffen und prophezeit den dort lebenden Juden den Untergang der Stadt. Den Bitten Ahasvers um Hilfe bei der Rettung seiner Kinder, begegnet er mit Gleichgültigkeit. Stattdessen sieht er das Schicksal von Ahasvers Kindern gleichzeitig als Schicksal des gesamten jüdischen Volkes an
„Es soll kein Stein auf einem Steine bleiben, / Wie eine Heerde Lämmer wird dein Volk / Der Engel Gottes in die Knechtschaft treiben“.
Verzweifelt über Jesu Weigerung, Ahasver zu helfen, verflucht dieser den christlichen Gott und dessen Sohn. Nach einer letzten gemeinsamen Nacht mit seinen Kindern erscheint am nächsten Morgen der Römerfürst und versucht die Kinder an sich zu nehmen. In seiner Verzweiflung hat Ahasver seinen Sohn und seine Tochter jedoch bereits getötet, um sie vor der Verschleppung durch die Römer zu bewahren. Am Palmsonntag zieht Jesus feierlich in Jerusalem ein und wird später im Garten Gethsemane verraten. Als es schließlich zur Verhandlung gegen Jesu vor Pontius Pilatus kommt, wird Ahasver zu einem der wesentlichen Fürsprecher, die Jesu Tod fordern.
„Tod diesem Nazarener, Gott und Allen! / Schrie Ahasver; da war es todtenstill / Und vor ihm Christus unterm Kreuz gefallen“.
Schließlich erreicht Jesus auf seinem Weg zum Kreuz das Haus des alten Juden. Auf die Frage nach einer kurzen Rast wird Jesus jedoch von Ahasver von der Schwelle seiner Tür gestoßen, worauf der Heiland über ihn den Fluch der Ewigen Wanderschaft und der Unsterblichkeit spricht. Nach Jesu Kreuzigung von Angst über die Auswirkungen des Fluchs erfasst, beginnt Ahasver zunächst wie in Trance seine ewige Wanderschaft und begibt sich zu Jehovas Tempel. Hier begegnet er dem Erzengel Michael, der zunächst den Fluch präzisiert und ihm anschließend drei Fristen gewährt, sich zu Jesus zu bekennen, um den Fluch von ihm nehmen zu lassen.

### Die erste Frist – der jüdische Krieg
Zu Beginn der ersten Frist wird die Entstehung der Welt geschildert: Zunächst schafft Gott die Natur, mit deren Hilfe er in einem Akt der Gewalt Pflanzen, Tiere und zuletzt den Menschen entstehen lässt, der als Heide an unterschiedliche Götter und Dämonen glaubt. Vom Himmel verstoßene Engel werden zu neuen (Ab-)Göttern der Menschen: Brahma formt die Hinduisten, Jehova die Juden, Zeus die Griechen. Griechen und Ägypter zeigen sich als naturverbundene Völker und werden von Gott ihrer Kulte beraubt. Die Natur selbst entschließt sich Gott zu beschwichtigen, indem sie ein Volk erschafft, dass alle Menschen unter Gott vereinen soll – die Römer.
Während Jesus am Kreuz stirbt, erwählt sich die Natur Ahasver, um gegen die Allmacht Gottes zu kämpfen. Der nun zum Ewigen Juden gewordene Schuster sieht Generationen leben und sterben und verfällt zunehmend in einen tiefer werdenden Hass auf Gott. Trotz seiner Unsterblichkeit hat er sich erneut vermählt und zwei neue Kinder bekommen, die er trotzig erneut Ruben und Lea nennt.
Inzwischen sind mehr als 60 Jahre seit dem Tod Jesu am Kreuz vergangen und der Jüdische Krieg hat Jerusalem erreicht. Die Römer stehen vor den Toren der Stadt und beginnen mit deren Belagerung. Ahasver selbst zieht, gemeinsam mit seinem Sohn Ruben in den Kampf: „Zum letzten Mal auf ihrem Marmorthrone / Erhob Jerusalem das freie Haupt / Im Siegesjubel mit der Tempelkrone / (…) Und Siegesbotschaft kam vom Neuen wieder / Von Ahasver und seiner Rächerschaar: / Wir schlagen alle Römer vor uns nieder!“
Während des Kampfes werden die Juden von einem jungen Christen namens Matthias unterstützt. Nachdem die ersten Übergriffe der Römer abgewehrt werden können, fangen die Stadtbewohner jedoch an, sich gegenseitig für die Kriegswirren verantwortlich zu machen. Hierbei geraten auch die Anhänger Jesu ins Visier der übrigen Bewohner. Lea und Ruben, die inzwischen Freundschaft mit Matthias geschlossen haben und die christliche Lehre tolerieren, werden von dem wütenden Mob bis in ihr Haus verfolgt. In weiteren Feldzügen gewinnt die römische Armee unter Titus schließlich die Oberhand im Krieg und Jerusalem droht, endgültig an die Römer zu fallen. Eine Flucht der überlebenden Juden über das Mittelmeer wird von Gott verhindert, sodass von den Fliehenden nur Ahasver überlebt. Schließlich ist der Krieg verloren und nur Ahasver, Lea, Matthias und einige übriggebliebene Juden haben überlebt. Ahasver findet schließlich heraus, dass Lea Sympathien für das Christentum entwickelt hat und beschwört sie, dem ‚falschen‘ Glauben abzuschwören. Sie willigt schließlich ein.
In einem weiteren Feldzug wollen die Römer die Stadtmauer durchbrechen. Nachdem die ersten zwei Stadtmauern gefallen sind, stockt der Einfall jedoch und Titus beschließt, die Stadt auszuhungern. Es wird ein Belagerungsring gezogen. Schließlich kapitulieren die Bürger in der vollkommen zerstörten Stadt. Außer dem Ewigen Juden haben alle den Lebensmut verloren und nur Ahasver erkennt den Kernkonflikt des Krieges – den Glauben. Lea ist dem Hungertod nah, Ruben schwer verletzt – doch beide leben. Zwar überlebt Lea letztlich nur durch die Güte von Christen, was Ahasver erzürnt – aber insgesamt scheint die Situation sich für die kleine Familie doch noch zum Guten zu wenden.
Vollkommen überraschend greifen die Römer nun jedoch ein letztes Mal an und dringen tief in die Stadt vor, wo sie den Herodianischen Tempel erreichen, in dem jüdische Priester zwecks der Vernichtung der Römer Jehova anbeten. Ahasver, Ruben und Lea fliehen schließlich auf die Dächer des Tempels, der nun von Römern umzingelt ist. In einem letzten Trotz gegen die heranstürmenden Römer und Gott, beschließt Ahasver eine unvorstellbare Grausamkeit zu begehen – die Opferung seiner eigenen Kinder:
„Und in Verzweiflung war hineingesprungen / Matthias in die Gluth, hindurch, empor / Und bis zu ihnen glücklich vorgedrungen/ Willkommen seist du zärtlichster der Freier! / Rief Ahasver und warf ihn jäh von sich / Zurück, hinunter in das wüste Feuer; / Aufschrieen seine Kinder vor Entsetzen, / Und Beide schleudert‘ Ahasver ihm nach / Und rief: hier, schnöder Gott, kannst du dich letzen!“

### Die zweite Frist – Das Paradies und Julian Apostata
Nach dem Sieg der Römer in Jerusalem beherrscht das Imperium einige Jahrhunderte später den Großteil der gesamten zivilisierten Welt. 395 n. Chr. wird das Reich geteilt, Konstantin übernimmt schon vorher die Herrschaft in Byzanz und verbreitet das Christentum als Staatsreligion. Flavius Claudius Julianus – seiner Ablehnung des Christentums wegen als Julian Apostata bekannt – vertritt hingegen Vernunft und Tugendlehren. Doch während alle Welt den christlichen Lehren offen gegenübersteht, bleibt Ahasver stur:
„Und Volk um Volk stürzt zu dem neuen Glauben, / Nur einer nicht, nur Ahasver noch nicht; / Er läßt sich nicht das Herz im Busen rauben.“
Sich machtlos fühlend, versucht Ahasver mehrfach Selbstmord zu begehen, doch seine Versuche scheitern aufgrund seiner Unsterblichkeit. Dem Meer seine Qualen klagend, erscheint aus den Wolken der Tod, der Ahasver milde stimmen möchte, sich dem Menschen in seiner Gesamtheit und durch Ahasver personifiziert jedoch unterlegen sieht. Als „ew’ger Mensch in Menschenlust und Leide“ ist Ahasver weiter bis zu seiner Bekehrung dazu verpflichtet, auf der Erde zu wandern. Obwohl er die Natur als seinen Verbündeten sieht, quält ihn trotzdem die ihm auferlegte Unsterblichkeit. Nach der abermaligen Geburt zweier Kinder beschließt Ahasver, der Gesellschaft den Rücken zu kehren und zieht mit ihnen in die Wälder des Libanon. Im dortigen Naturparadies wachsen die Kinder diesmal behütet heran. Zum ersten Mal vermag es der Ewige Jude, den auf ihm lastenden Fluch für eine Zeit lang zu vergessen.  Bald jedoch ergreift Ahasver die Sehnsucht nach seinen Glaubensbrüdern und der alten Welt. Neben seinem eigenen Leid fühlt er auch das Leid der in die Diaspora vertriebenen Juden:
„Deine Kinder sind hinausgetrieben/ In schnöde Knechtschaft, ach, in alle Welt,/ Gezählet zu den Mördern und den Dieben!“
Aufgrund seines inneren Schmerzes beginnt der Gott der Juden – Jehova – mit ihm zu sprechen. Er stachelt ihn dazu auf, sich mit Kaiser Julian zu verbünden und den Herodianischen Tempel in Jerusalem wieder aufzubauen. Ahasver lässt sich angesichts der Verlockungen auf eine Rückkehr der Juden nach Jerusalem zu einem Bündnis mit Julian verführen. Ein Krieg gegen Persien soll den Auftakt zu einer Rückeroberung Jerusalems bilden. Bevor Ahasver jedoch den Hof des Kaisers erreichen kann, wird dieser in der Schlacht von Maranga tödlich verwundet. Dem Tode nahe, erscheint dem Kaiser der gemarterte Jesus und versucht, ihn auf dem Sterbebett zum Christentum zu bekehren.
Zwar erreicht Ahasver den Kaiserhof nicht mehr rechtzeitig, doch der Plan des Heers, nach Jerusalem zu ziehen, wird durch den Vertrauten Julians, Alypius, weitergeführt. So versucht Ahasver mit unzähligen Unterstützern einen neuen Tempel für die Juden in Judäa zu errichten, doch der Gott der Christen lässt die Bauarbeiten scheitern. In einem letzten Versuch, die Macht des Christengottes zu brechen, beschließen die heidnischen Hohepriester aus dem Gefolge Julians, durch Menschenopferung die Macht zu Fertigstellung des Baus wiederzuerlangen. Geblendet durch den Hass auf Gott im Angesicht des Scheiterns seines Planes, gibt Ahasver schließlich seine Kinder als Opfergabe dar. Als Ruben und Lea schließlich nichts ahnend aus dem Libanon nach Judäa kommen, um ihren Vater wiederzusehen, werden sie von den Hohepriestern zwecks der Opferung ermordet. Von der Situation zutiefst ergriffen, erbarmt sich Jesus der beiden getöteten Kinder und erhebt sie in den Himmel. Unterdessen lässt Gott den Rohbau des neuen Tempels endgültig wieder in sich zusammenstürzen.

### Die dritte Frist – Aufstieg des Islam und Menschheitsallegorie
Die dritte Frist wird zunächst durch einen Verweis auf die immer wiederkehrende Geschichte von Geburt und Tod eingeleitet, wie sie unter anderem auch durch die stetige Wiedergeburt von Ruben und Lea symbolisiert wird. Die Natur in Personifikation der Mutter Erde ist nach wie vor von der Gottheit der Christen unterdrückt. Durch ihr Aufbäumen und den Anruf der bisher nicht christianisierten Völker setzt sie schließlich im Verlauf des 5. Jahrhunderts die Völkerwanderung in Gang, um das christlich geprägte römische Reich zu schwächen. Im 6. Jahrhundert wird die Welt jedoch unter Gregor I weiter christianisiert und die Natur verliert weiter an Bedeutung. Die vermeintliche ‚Geißel‘ des Christentums hat inzwischen die gesamte Menschheit erfasst:
„Der Doppelstern der Menschheit war verschwunden – / Die Freude und die Freiheit, und der Mensch/ Verstrickt in Wahn, in Ketten vestgebunden“.
Ahasver sieht sich durch die weltliche Flora und Fauna mit der Schuld am Tod seiner jüngsten Kinder konfrontiert und wird von Schuldgefühlen und seinem Todesdrang gequält. Für Jahre zieht er sich als Eremit zurück und lässt sich mit Gestein und Dornen überwachsen. Völlig in sich selbst gekehrt, nimmt der Ewige Jude einen Fluss war, der sich scheinbar vom Boden zum Himmel empor erstreckt. Wie auf einer Art Styx sieht er unterschiedliche Menschengruppen gen Himmel und Hölle fahren und er erkennt, dass es allein noch der Hass ist, der ihn vor der vollständigen Resignation schützt.
Schließlich beginnt sich in ihm ein Wandel zu vollziehen. Ahasver beginnt zu begreifen, dass es die Gefangenschaft der Menschheit selbst ist, die ihn quält und er als Mensch – nicht als Jude – gegen Gott zu Felde ziehen muss. Trotz dieser Erkenntnis erpresst Jehova den Ewigen Juden weiter mit der Gefangennahme der Mutter Erde und mit ihr – der Seelen seiner Kinder. So zwingt er Ahasver, ein weiteres Mal gegen den christlichen Gott zu kämpfen, diesmal an der Seite des neuen religiösen Führers Mohammed und seiner Islamiten. In Mekka treffen die beiden erstmals aufeinander, jedoch wird Mohammed von den dort lebenden Heiden zunächst verhöhnt und vertrieben. Schließlich kehrt der Prophet mit seinem Heer aus Medina zurück und schlägt die Mekkaner in der Schlacht von Badr vernichtend. Mohammed wird als Prophet aller Muslime akzeptiert und setzt den Islam schließlich, auch mithilfe der Fähigkeiten des Ewigen Juden, in gesamt Arabien um.
Jehovas Ziel, Jerusalem über 500 Jahre nach dem Jüdischen Krieg wieder unter jüdische Herrschaft zu bringen, rückt näher, als Ahasver und das Heer der Muslime schließlich nach Jerusalem ziehen. Die Situation, wie sie einst Ahasver als Eingesperrter in der Stadt zur Zeit des Titus erlebt hat, hat sich nun umgekehrt. Die Christen innerhalb der Stadtmauern sind die Belagerten geworden und Ahasver selbst zum Angreifer: „Und Ahasver, der sonst mit Zorn und Trauern/ Gestritten für Jerusalem, steht jetzt/ Mit gleichem Sinne stürmend vor den Mauern.“
Nach den ersten Auseinandersetzungen um Jerusalem wird es Nacht und trotz großer Siegeschancen erkennt der Ewige Jude, dass er sein Ziel – dem jüdischen Volk und somit sich selbst eine Heimat wiederzuerringen – nie erreicht werden wird. Jedoch hat zu diesem Zeitpunkt eine Wandlung in ihm stattgefunden. Ahasver sieht am Nachthimmel den Mond vorüberziehen und erkennt in ihm einen der wenigen Weggefährten, die seine gesamte Lebensspanne bisher begleitet haben. Im Angesicht des ewig lichtspendenden Himmelskörpers erhebt sich der Ewige Jude nun zum Vorkämpfer für die Befreiung der gesamten Menschheit von der Unterdrückung:
„Oh heller Wanderer auf ew’ger Reise,/ Mein Meister und mein Vorbild sollst du sein/ Auf meinem Weltgang in der alten Weise!/ Zu heftig Lieben war ja doch mein Hassen,/ So will ich mit treuen Armen unverzagt/ Die ganze Menschheit liebend ich umfassen,/ Und helfen will ich jedem Volke ringen/ Los von des Wahnes Nacht und Sclaverei/ Bis alle Ringe von der Kette springen“.
Während Ahasver seinem Hass abgeschworen hat, begeben sich die Engel mit Ahasvers erretteten Kindern Ruben und Lea zum Heiligen Grab nach Jerusalem. Am folgenden Tag fällt das Heer der Islamiten in Jerusalem ein und kämpft sich bis zur Grabeskirche vor. Anders als zuvor gibt der Ewige Jude, welcher sich nun zum Führer der Streitmacht aufgeschwungen hat, den betenden Christen die Chance, sich freiwillig von der Grabeskirche zu entfernen. Ahasver erreicht schließlich das Innere der Grabeskirche, wo Lea und Ruben mit einem Engel warten, der im Begriff ist, die beiden ihrem Vater zu übergeben. Von der Milde des Ewigen Juden erzürnt beschließt das Heer Mohammeds unter der Führung Amru-Aaz‘ nun jedoch auch Ahasver zu töten, weil er den Christen in der Grabeskirche Gnade gewährt hatte.
Die abgeschossenen Pfeile jedoch töten nicht ihn, sondern lediglich seine Kinder. Endgültig von seinen weltlichen Bindungen gelöst, beschließt der Ewige Jude nun auf ewig den Kampf gegen die Geißel des institutionalisierten Glaubens aufzunehmen, um die Menschheit hiervon zu befreien.
Jesus steigt vom Himmel herab und der einst ausgesprochene Fluch vor dem Haus des Ewigen Juden wird von ihm erneuert. Beide Kontrahenten beschließen, solange miteinander zu streiten, bis der Tag des Jüngsten Gerichts einen Sieger hervorbringen wird.

## Die menschliche Zeichnung des Ewigen Juden im Bannspruch
Anders als in anderen literarischen Werken, die den Ewigen Juden zum Thema haben, ist der Grund für den Hass von Ahasver auf Jesus als Gottessohn bei Mosen nachvollziehbar gestaltet und durch menschliche Emotionalität gekennzeichnet. Hierdurch unterscheidet sich die Ausgangslage, die den Fluch der ewigen Wanderschaft und Unsterblichkeit erst bedingt, anders als beispielsweise in der Kurzen Beschreibung, auf dessen Inhalten die Entstehung der Ahasver-Figur rekurriert. Bei Mosen sei es vorwiegend die persönliche Kränkung und die unterlassene Hilfeleistung, die Ahasver in einen ganz persönlichen und nicht etwa von Grund auf religiösen Konflikt mit Jesus treibe.  Zwar gehört er bei der Verurteilung von Jesus vor Pontius Pilatus zu den vehementesten Fürsprechern einer Kreuzigung, jedoch wird er auch immer wieder von Schuldgefühlen und Unsicherheit nach dessen Schuldspruch geplagt.

## Die Darstellung Ahasvers zwischen Mensch und Jude
Die Frage, ob die Figur Ahasver im Epischen Gedicht antisemitisch gezeichnet ist, lässt sich gemäß Appel (2022) nicht eindeutig beantworten. Zwar kämpfe Ahasver zu Beginn des Gedichts als stereotypisch verstockter Jude gegen das Christentum, wandele sich im Verlauf der zweiten und dritten Frist jedoch hin zu einer Menschheitsallegorie, die den allgemeinen Kampf des Menschen gegen die Fesseln der Religion verkörpere:
„Seine ‚Erlösung‘ vollzieht sich nicht (…) wie ursprünglich durch die Flugschriften intendiert, durch seine Konversion und seinen Aufgang im Christentum, sondern durch seine Hinwendung zum bloßen Mensch-Sein“.
Elemente des ‚Völkischen Antisemitismus‘ wie sie zum Beispiel durch die Assoziation des Ewigen Juden mit ‚seinem Volk‘ in Jerusalem anklingen, machen jedoch eine eindeutige Charakterisierung von Mosens Ahasver vor dem Hintergrund des Literarischen Antisemitismus nicht möglich. Für eine antisemitische Lesart spräche auch, dass eine Vielzahl der als Neben- und Randfiguren auftretenden Juden im Werk – insbesondere die jüdischen Priester – mit typischen antijüdischen Stereotypen versehen würden.

## Die Rolle Jesu
Wie auch in der Kurzen Beschreibung wirkt die Figur Jesu bei Mosen in der Auseinandersetzung mit Ahasver keineswegs an der typischen Charakterzeichnung orientiert. Die Kälte und Gleichgültigkeit, mit der Mosens Jesusfigur dem Schuster zu Anfang des Epischen Gedichts begegnet, unterscheidet sich stark von der christlichen Tradition, die Jesus als mildtätigen, heilenden und verständnisvollen Charakter darstellt. Bei Mosen tritt ein eher kriegerischer Jesus auf, der zwar unter anderem in der zweiten Frist Mitleid für die geopferten Kinder zeigt, zugleich dem alten Juden und Vater Ahasver aber die Hilfeleistung verweigert und ihn vor seinem Ende sogar persönlich bestraft und emotionaler Folter aussetzt.

## Position des Todes
Der Tod tritt in Mosens Epischem Gedicht in mehreren Formen auf. Zum einen erscheint er in den Schlachten, die vor allem in und um Jerusalem geführt werden, als allgegenwärtig. Das Leben an sich wird als wiederkehrender, vor allem auf der Basis des Glaubens fußender Kampf verstanden, der zirkulär immer wieder neue Opfer fordert und so dem Tod eine wesentliche und allzeit präsente Rolle innerhalb des Lebens zuweist.
Zum Anderer ist der Tod bei Mosen jedoch auch personifizierte Metapher und gilt als Sinnbild für den steten Kampf des Menschen um Vollkommenheit und Erlösung. Der Dialog mit dem Tod, den Ahasver zu Beginn der zweiten Frist führt, verdeutlicht am Stärksten die trotz aller Opfer bestehende Machtlosigkeit des Todes, der nicht in der Lage ist, das gesamte Menschheitsgeschlecht, das durch Ahasver teilweise verkörpert wird, auszulöschen.

## Titus, Julian und Mohammed
Titus, Julian und Mohammed verkörpern im Gedicht die drei zentralen, gegen das Judentum gerichteten religiösen Grundtendenzen der Zeit. Während Titus als Vertreter der im Gedicht ausgewählten zur Christianisierung bestimmten Römer fungiert, wird Julian als Symbol des Heidentums, Mohammed als Symbol des Islams dem Judentum gegenübergestellt.

## Rezeption
Mosens Episches Gedicht löste bereits unmittelbar nach der Veröffentlichung polarisierende Reaktionen aus, die sich vor allem um die Darstellung der Ahasver-Figur im Werk drehten. Dreh- und Angelpunkt dieser Diskussion war die eine Kontroverse, die zwischen dem Herausgeber der Allgemeinen Zeitung des Judentums, Ludwig Philippson, und dem Dramatiker und Journalisten Karl Gutzkow entstand. So schreibt Gutzkow über seine Vorstellung von Ahasver: „Ahasver ist bekanntlich die Judenschaft selber und die Sage von seiner traurigen Unsterblichkeit enthält eine post eventum gemachte Prophezeiung (…). Er ist das Schlechte am Judenthum, das Lieblose, Partheiische, Hämische (…). Er ist grade alles das, was noch immer die Emanzipation am Meisten verhindert“.
Während Gutzkow den Ideen Karl Marx‘ folgend das Judentum als Nation und Ahasver als dessen Vertreter ansah, dessen Erlösung nur in einer Bekehrung erreicht werden könne, wehrte sich Philippson vehement dagegen, die Ahasver-Figur weiterhin für die Zwecke der Darstellung von Juden in der Literatur zu instrumentalisieren. „Wie man stets die Juden und das Judenthum bei Leibe nicht gefragt hat, was man mit ihnen vorhabe, so hat man in den Schuster in Jerusalem das Judenthum, die Juden um und um, alte, mittlere, und neuere Zeit hineingeschachtelt.“
Schon unmittelbar nach der Veröffentlichung des Textes hatte ein unbekannter Verfasser in der 30. Nummer der Literarischen Zeitung den Text auf ähnliche Weise wie Gutzkow kritisiert und schreibt: „Die Erhebung der Ahasver zu einem (…) Helden, (…) ist ebenso falsch, wie die ganze Stellung, die Ahasver zu Anfang zu Christus einnimmt. (…) Er muss einsam (…) den Fluch des Lebens tragen, bis er ihm unterliegt“.
Rein auf die literarische Qualität des Geschriebenen abzielende Reaktionen finden sich unter anderem bei Berthold Auerbach, der Mosens Gedicht als „eine der hervorragendsten Erscheinungen im Gebiete der neuern Poesie“ bezeichnete.